# Андрес Гвардадо
Хосе Андрес Гвардадо Ернандес (ісп. José Andrés Guardado Hernández, нар. 28 вересня 1986, Гвадалахара) — мексиканський футболіст, півзахисник іспанського клубу «Бетіс».

## Клубна кар'єра
Народився 28 вересня 1986 року в місті Гвадалахара. Вихованець футбольної школи клубу «Атлас». Дорослу футбольну кар'єру розпочав 2005 року в основній команді того ж клубу. За два сезони, проведеного у складі «Атласа», був основним гравцем команди.
Своєю грою за цю команду привернув увагу представників тренерського штабу іспанського клубу «Депортіво», до складу якого приєднався 2007 року. Відіграв за клуб з Ла-Коруньї наступні п'ять сезонів. Граючи у складі «Депортіво» також здебільшого виходив на поле в основному складі команди.
29 травня 2012 року Гвардадо на правах вільного агента перейшов в «Валенсію», підписавши контракт на 4 роки. За «кажанів» мексиканець провів півтора року, після чого здавався в оренду в клуби «Баєр 04» та ПСВ. 2015 року нідерландський клуб підписав з гравцем повноцінний контракт. Виступаючи за ейндговенський клуб Андрес по два рази вигравав чемпіонат і Суперкубок Нідерландів.
27 липня 2017 року за 3,3 мільйона євро перейшов у іспанський «Реал Бетіс», підписавши контракт на 3 роки. У 2022 році разом із командою здобув Кубок Іспанії. Станом на 10 грудня 2022 року відіграв за клуб з Севільї 165 матчів у всіх турнірах. 

## Виступи за збірну
14 грудня 2005 року дебютував в офіційних матчах у складі національної збірної Мексики в товариській грі проти збірної Угорщини. Наразі Андрес Гвардадо є рекордсменом по матчах за збірну Мексики (179 ігор).
У складі збірної був учасником п'ятьох чемпіонатів світу: 2006 року у Німеччині, 2010 року у ПАР, 2014 року у Бразилії,2018 року у Росії та 2022 в Катарі.
На розіграшу Кубка Америки 2007 року у Венесуелі здобув бронзові нагороди.
Тричі брав участь у розіграшах Золотого кубка КОНКАКАФ: 2007, 2011 та 2015 року у США. На першому здобув срібну нагороду, а на двох останніх — титул континентального чемпіона. На аналогічному турнірі 2019 року здобув свій третій титул чемпіона Північної Америки.

## Статистика виступів

### Статистика клубних виступів
| Сезон                     | Команда                   | Чемпіонат                 | Чемпіонат | Чемпіонат | Національний кубок | Національний кубок | Національний кубок | Континентальні кубки | Континентальні кубки | Континентальні кубки | Інші змагання | Інші змагання | Інші змагання | Усього | Усього |
| Сезон                     | Команда                   | Ліга                      | Ігор      | Голів     | Ліга               | Ігор               | Голів              | Ліга                 | Ігор                 | Голів                | Ліга          | Ігор          | Голів         | Ігор   | Голів  |
| ------------------------- | ------------------------- | ------------------------- | --------- | --------- | ------------------ | ------------------ | ------------------ | -------------------- | -------------------- | -------------------- | ------------- | ------------- | ------------- | ------ | ------ |
| 2005–06                   | «Атлас»                   | ПД                        | 26        | 1         | -                  | -                  | -                  | -                    | -                    | -                    | -             | -             | -             | 26     | 1      |
| 2006–07                   | «Атлас»                   | ПД                        | 32+4      | 3+2       | -                  | -                  | -                  | -                    | -                    | -                    | -             | -             | -             | 36     | 5      |
| Усього за «Атлас»         | Усього за «Атлас»         | Усього за «Атлас»         | 58+4      | 4+2       |                    | -                  | -                  |                      | -                    | -                    |               | -             | -             | 62     | 6      |
| 2007–08                   | «Депортіво»               | ПД                        | 26        | 5         | КІ                 | 1                  | 0                  | -                    | -                    | -                    | -             | -             | -             | 27     | 5      |
| 2008–09                   | «Депортіво»               | ПД                        | 29        | 2         | КІ                 | 1                  | 0                  | КУЄФА                | 8                    | 1                    | -             | -             | -             | 38     | 3      |
| 2009–10                   | «Депортіво»               | ПД                        | 26        | 3         | КІ                 | 1                  | 1                  | -                    | -                    | -                    | -             | -             | -             | 27     | 4      |
| 2010–11                   | «Депортіво»               | ПД                        | 20        | 2         | КІ                 | 0                  | 0                  | -                    | -                    | -                    | -             | -             | -             | 20     | 2      |
| 2011–12                   | «Депортіво»               | СД (ІІ)                   | 36        | 11        | КІ                 | 1                  | 0                  | -                    | -                    | -                    | -             | -             | -             | 37     | 11     |
| Усього за «Депортіво»     | Усього за «Депортіво»     | Усього за «Депортіво»     | 137       | 23        |                    | 4                  | 1                  |                      | 8                    | 1                    |               | -             | -             | 149    | 25     |
| 2012–13                   | «Валенсія»                | ПД                        | 32        | 1         | КІ                 | 5                  | 0                  | ЛЧ                   | 7                    | 0                    | -             | -             | -             | 44     | 1      |
| 2013–14                   | «Валенсія»                | ПД                        | 16        | 0         | КІ                 | 3                  | 0                  | ЛЄ                   | 3                    | 0                    | -             | -             | -             | 22     | 0      |
| Усього за «Валенсію»      | Усього за «Валенсію»      | Усього за «Валенсію»      | 48        | 1         |                    | 8                  | 0                  |                      | 10                   | 0                    |               | -             | -             | 66     | 1      |
| 2013–14                   | «Баєр 04»                 | БЛ                        | 4         | 0         | КН                 | 1                  | 0                  | ЛЧ                   | 2                    | 0                    | -             | -             | -             | 7      | 0      |
| 2014–15                   | ПСВ (Ейндговен)           | E                         | 28        | 1         | КН                 | 1                  | 0                  | ЛЄ                   | 6                    | 0                    | -             | -             | -             | 35     | 1      |
| 2015–16                   | ПСВ (Ейндговен)           | E                         | 25        | 1         | КН                 | 1                  | 0                  | ЛЧ                   | 7                    | 0                    | СН            | 1             | 0             | 34     | 1      |
| 2016–17                   | ПСВ (Ейндговен)           | E                         | 27        | 2         | КН                 | 1                  | 0                  | ЛЧ                   | 4                    | 0                    | СН            | 1             | 0             | 33     | 2      |
| Усього за ПСВ (Ейндговен) | Усього за ПСВ (Ейндговен) | Усього за ПСВ (Ейндговен) | 80        | 4         |                    | 3                  | 0                  |                      | 17                   | 0                    |               | 2             | 0             | 102    | 4      |
| 2017–18                   | «Реал Бетіс»              | ПД                        | 29        | 2         | КІ                 | 1                  | 0                  | -                    | -                    | -                    | -             | -             | -             | 30     | 2      |
| 2018-19                   |                           |                           | 31        | 0         | КІ                 | 6                  | 0                  | ЛЄ                   | 5                    | 0                    | -             | -             | -             | 42     | 0      |
| 2019-20                   |                           |                           | 28        | 0         | КІ                 | 2                  | 0                  | -                    | -                    | -                    | -             | -             | -             | 30     | 0      |
| 2020-21                   |                           |                           | 24        | 1         | КІ                 | 3                  | 0                  | -                    | -                    | -                    | -             | -             | -             | 27     | 1      |
| 2021-22                   |                           |                           | 28        | 0         | КІ                 | 3                  | 0                  | ЛЄ                   | 5                    | 1                    | -             | -             | -             | 36     | 1      |
| Усього за «Реал Бетіс»    | Усього за «Реал Бетіс»    | Усього за «Реал Бетіс»    | 140       | 3         |                    | 15                 | 0                  |                      | 10                   | 1                    | -             | -             | -             | 165    | 4      |
| Усього за кар'єру         | Усього за кар'єру         | Усього за кар'єру         | 471       | 37        |                    | 31                 | 1                  |                      | 47                   | 2                    |               | 2             | 0             | 551    | 40     |

## Титули і досягнення
- Чемпіон Нідерландів (2):

ПСВ: 2014-15, 2015-16
- Володар Суперкубка Нідерландів (2):

ПСВ: 2015, 2016
- Володар Кубка Іспанії (1):

«Реал Бетіс»: 2022

### Збірна Мексики
- Володар Золотого кубка КОНКАКАФ (3): 2011, 2015, 2019
- Срібний призер Золотого кубка КОНКАКАФ (1): 2007
- Бронзовий призер кубка Америки (1): 2007